# 亲和力的选择
《亲和力的选择》（英語：Elective Affinities）、又称《亲和力》，是1933年比利时超现实主义画家雷內·馬格利特的布面油画。其创意来自于歌德的著作《亲和力》。
马格利特曾经对此作品回忆道：
|  | 1936年的一个晚上，我在房中醒来，房子里还放着一只鸟笼，鸟在里面睡觉。一种扩散的错觉使我看到笼子里是一个蛋，而不是一只鸟。于是，我抓住了一种惊人的诗意奥秘。我所感受到的惊异确实是由鸟笼和蛋这两个对象之问的内在联系所唤起，而这以前我总是借助于把无关的事物安排在一起来引起这种震惊。此后，我致力于探导鸟笼以外的对象是否也能借助于它们之间的特殊的前定因素，产生类似于鸟笼与蛋之间的那种诗意。 |

他还表示对于这种超现实主义意识，曾一度迷失在心灵深处。并因此激发了他对于三种事物的追求：对象、意识深处与对象相关联的东西、以及它逐渐明朗起来的光辉。